# 井芹康也
井芹 康也（いぜり やすなり、1874年（明治7年）12月 - 1968年（昭和43年）1月14日）は、明治時代後期から昭和時代の政治家。実業家。銀行家。貴族院多額納税者議員。

## 経歴
熊本県八代郡宮原町（現氷川町）出身。井芹典太の長男として生まれ、1920年（大正9年）家督を相続する。九州学院文学部、専修大学経済学部を卒業する。1894年（明治27年）以降商業に従事し、ほか井芹銀行頭取を務めた。
1915年（大正4年）熊本県多額納税者として補欠選挙で貴族院議員に互選され、同年7月3日から1918年（大正7年）9月28日まで務めた。

## 親族
- 父：井芹典太（貴族院多額納税者議員）[1]
- 婦：縫子（長男経久妻、陸軍中将鋳方徳蔵四女）[1]
- 娘婿：大島卓（長女スマ夫、大島久直八男、陸軍砲兵中尉）[1]